# Glosa (novela)
Glosa es una novela del escritor argentino Juan José Saer publicada en 1986. La novela narra el encuentro casual entre dos conocidos, el Matemático y Ángel Leto, y la caminata que realizan juntos por veintiún cuadras en el centro de la ciudad de Santa Fe, donde conversan sobre el cumpleaños de Washington Noriega, al que ninguno de los dos asistió.

## Argumento
La novela narra el encuentro de dos conocidos, el Matemático y Ángel Leto, en un día de "octubre o noviembre" de "1961, pongamos", y su recorrido conjunto por veintiún cuadras en el centro de la ciudad de Santa Fe. La novela está dividida en tres partes: las primeras siete cuadras, las siete cuadras siguientes y las últimas siete cuadras.
El tema de conversación que se desarrolla al inicio del encuentro de ambos conocidos es el cumpleaños del poeta y escritor Washington Noriega, al que ninguno de los dos asistió (el Matemático por encontrarse en Frankfurt y Leto porque no había sido invitado). Al Matemático el encuentro le ha sido referido por un tercero de nombre Botón. En el camino se encuentran con Tomatis, que los acompaña por unas cuadras y les refiere su propia versión del cumpleaños.
La novela no presenta una organización o jerarquía del relato, sino que construida al modo de monológo interior, va alternando entre los pensamientos de Leto, del Matemático, y en menor medida de Tomatis. La novela alterna entre diversos planos temporales, efectuando tanto saltos hacia el pasado como hacia al presente (las veintiún cuadras que recorren y el relato referido del cumpleaños de Washington) y al futuro de los personajes. Por ejemplo, se nos explica tanto las razones por las que Leto actualmente está en Rosario, su situación actual de vida y el suicidio de su padre; pero también se nos informa que Leto finalmente decide ingresar a la militancia guerrillera y se suicida con una pastilla de cianuro en un enfrentamiento armado. Lo mismo sucede con el Matemático, de quien se narra su vida en la ciudad de Rosario, su reciente viaje a Europa, y, en el plano temporal del futuro, su exilio en Europa durante los años de la dictadura. También se informa la situación futura de otros amigos de ambos:

El año anterior, en mayo, Washington ha muerto de un cáncer de próstata; en junio, el Gato y Elisa, que estaban viviendo juntos en la casa de Rincón desde que Elisa y Héctor se separaron, han sido secuestrados por el ejército y desde entonces no se tuvo más noticias de ellos. Y para los mismos días, aunque se haya sabido un poco más tarde, Leto, Ángel Leto, ¿no?, que desde hacía años vivía en la clandestinidad, se ha visto obligado, a causa de una emboscada tendida por la policía, a morder por fin la pastillita de veneno que, por razones de seguridad, los jefes de su movimiento distribuyen a la tropa para que, si los sorprende, como dicen, el enemigo, no comprometan, durante las sesiones de tortura, el conjunto de la organización. Y Leto ha mordido la pastilla. El Matemático, por otra parte, está bastante al tanto de todas esas cosas, puesto que, sin estar muy de acuerdo con sus ideas, ha compartido con su mujer, durante varios años, hasta que la mataron, en mil novecientos setenta y cuatro, esa existencia singular.

Al juntar esa diversidad de planos temporales, la novela logra generar un efecto singular que contrasta las imágenes de los dos jóvenes ligeramente despreocupados en el tiempo del presente, contra el impacto de la dictadura militar sobre sus vidas adultas del tiempo futuro.

## Estilo
Al igual que en obras previas, Saer recurre en esta novela a párrafos largos. Saer descompone movimientos que se desarrollan rápidamente en el plano temporal en largas secuencias de párrafos, por ejemplo, narrando desde diversas perspectivas y con mucho grado de detalle el cruce de una calle, el tropiezo de un caballo o una discusión de amigos durante un asado. Beatriz Sarlo en su artículo Narrar la percepción caracteriza a este estilo como un proceso donde un mismo movimiento es narrado desde diferentes perspectivas; para la autora, este proceso de «perspectivización» y «entramado de discursos» se opone al «monólogo practicado por el autoritarismo».